# Arhopalus cavatus
Arhopalus cavatus là một loài bọ cánh cứng trong họ Cerambycidae.